# Coupe du Liechtenstein de football 2024-2025
 (février 2025).
Si vous disposez d'ouvrages ou d'articles de référence ou si vous connaissez des sites web de qualité traitant du thème abordé ici, merci de compléter l'article en donnant les références utiles à sa vérifiabilité et en les liant à la section « Notes et références ».
Navigation
Édition précédente Édition suivante
La coupe du Liechtenstein de football 2024-2025  est la 80e édition de la Coupe nationale de football, la seule compétition nationale du pays en l'absence de championnat. Le vainqueur de la compétition se qualifie pour le deuxième tour de qualification de la Ligue Conférence 2025-2026. Elle débute le 14 août 2023 et se conclut le 8 mai 2024. Les sept équipes premières du pays ainsi que plusieurs équipes réserves de ces clubs, soit dix-sept équipes au total, s'affrontent dans des tours à élimination directe.
L'ensemble des équipes entre en lice dès le premier tour, en huitièmes de finale, sauf les équipes III. De plus, jusqu'en demi-finale incluse, c'est l'équipe de la plus petite division qui joue à domicile.

## Tour de qualification
Un tirage au sort a lieu pour déterminer, parmi les trois équipes III engagées, laquelle est exemptée. C'est donc l'USV Eschen/Mauren III qui est exempté de ce tour. Les deux autres s'affrontent pour tenter de se qualifier pour les huitièmes de finale.
| Date         | Équipe 1       | Résultat | Équipe 2     |
| ------------ | -------------- | -------- | ------------ |
| 14 août 2024 | FC Balzers III | 2 - 6    | FC Vaduz III |

## Huitièmes de finale
Les clubs du FC Vaduz, du FC Balzers et de l'USV Eschen/Mauren sont têtes de série lors des huitièmes de finale et ne peuvent donc pas se rencontrer.
| Date              | Équipe 1              | Résultat | Équipe 2          |
| ----------------- | --------------------- | -------- | ----------------- |
| 4 septembre 2024  | FC Ruggell II         | 2 - 1    | FC Schaan         |
| 10 septembre 2024 | FC Vaduz III          | 0 - 8    | FC Ruggell        |
| 17 septembre 2024 | FC Triesen            | 0 - 13   | FC Vaduz          |
| 17 septembre 2024 | USV Eschen/Mauren II  | 2 - 1    | FC Schaan II      |
| 17 septembre 2024 | FC Balzers II         | 0 - 5    | FC Vaduz II       |
| 17 septembre 2024 | FC Triesenberg II     | 3 - 2    | FC Triesen II     |
| 18 septembre 2024 | FC Triesenberg        | 0 - 4    | USV Eschen/Mauren |
| 18 septembre 2024 | USV Eschen/Mauren III | 1 - 6    | FC Balzers        |

## Quarts de finale
| Date            | Équipe 1          | Résultat | Équipe 2          |
| --------------- | ----------------- | -------- | ----------------- |
| 16 octobre 2024 | FC Triesenberg II | 0 - 10   | FC Vaduz          |
| 29 octobre 2024 | FC Ruggell II     | 2 - 1    | FC Schaan         |
| 30 octobre 2024 | FC Vaduz II       | 1 - 2 ap | USV Eschen/Mauren |
| 30 octobre 2024 | FC Ruggell        | 1 - 3 ap | FC Balzers        |

## Demi-finales
| Date         | Équipe 1          | Résultat | Équipe 2   |
| ------------ | ----------------- | -------- | ---------- |
| 8 avril 2025 | FC Ruggell ll     | 0 - 15   | FC Balzers |
| 8 avril 2025 | USV Eschen/Mauren | 3 - 7    | FC Vaduz   |

## Finale
La finale est jouée le mardi 20 mai 2024, au Rheinpark Stadion de Vaduz.
| 20 mai 2024       | FC Balzers                          | 2 - 3   | FC Vaduz                                          | Rheinpark Stadion, Vaduz |  |
| 19 h 00 UTC+02:00 | Medin Murati 15e · Matti Forrer 49e | (1 - 0) | 65e 79e (pen.) Fabrizio Cavegn · 75e Javi Navarro |                          |  |